# Marcel Beyer
Marcel Beyer (ur. 23 stycznia 1965 w Tailfingen, Badenia-Wirtembergia) – niemiecki pisarz, poeta, epik, eseista oraz wydawca. Laureat Nagrody im. Georga Büchnera w 2016 roku.

## Życiorys
Marcel Beyer dorastał w Kilonii i w miejscowości Neuss. W latach 1987–1991 studiował germanistykę, anglistykę i literaturoznawstwo na Uniwersytecie w Siegen. W 1992 roku otrzymał tytuł magistra za pracę dyplomową o Friedericke Mayröcker. Od 1987 powstają prace– performance. Od roku 1989 wydawał na Uniwersytecie w Siegen z Karlem Rihą serię Vergessene Autoren der Moderne. Od 1990 do 1993 współpracował wyłącznie jako lektor w piśmie literaturoznawczym Konzepte. Już w 1992 pisał artykuły do czasopisma muzycznego Spex. Był pisarzem-rezydującym na University of Warwick w Coventry i w 2008 roku w Instytucie Historii Nauki im. Maxa Plancka w Berlinie, w dzielnicy Dahlem. Jest członkiem Berlińskiej Akademii Sztuki, Niemieckiej Akademii Języka i Poezji, Niemieckiego Centrum PEN.
Beyer, który początkowo był pod silnym wpływem Friedericke Mayröcker i twórców francuskiej nowej powieści jest autorem poezji, esejów i powieści, które wielokrotnie zmagały się z niemiecką historią, szczególnie z czasem narodowego socjalizmu. W roku 2016 został wyróżniony Nagrodą im. Georga Büchnera. W swoim uzasadnieniu Niemiecka Akademia Języka i Poezji wyjaśniła: „Jego teksty są śmiałe i delikatne, kompetentne i nieprzekupne. Przez trzy dziesięciolecia powstało wyjątkowe dzieło, które sprawia, że świat wydaje się cudownie znajomy i opalizujący”.
Od 1996 mieszka w Dreźnie.
Jego utwór Flughunde został przetłumaczony na język polski przez Jarosława Ziółkowskiego pod tytułem Latające psy.

## Teksty literackie

### Poezja i proza
- Kleine Zahnpasta. Gedichte 1987–1989. dead language press, Paris 1989
- Walkmännin. Gedichte 1988/1989 (= Patios Raritäten-Bücher; Band 27). Patio, Neu-Isenburg 1990 DNB 956464572.
- Das Menschenfleisch. Roman. Suhrkamp, Frankfurt am Main 1991, ISBN 3-518-40329-X.
- Friederike Mayröcker: eine Bibliographie 1946–1990 (= Bibliographien zur Literatur- und Mediengeschichte. Band 2). Lang, Frankfurt am Main u. a. 1992, ISBN 3-631-45400-7.
- Brauwolke. Gedichte (mit Papiergüssen von Klaus Zylla). Warnke, Berlin 1994
- Flughunde. Roman. Suhrkamp, Frankfurt am Main 1995, ISBN 3-518-40684-1.
  - Hörspielfassung von Iris Drögekamp 2013 von SWR2 produziert und gesendet
- HNO-Theater im Unterhemd (= Bogen. Band 4). Warnke, Berlin 1995, OCLC 312506024.
- Falsches Futter. Gedichte. Suhrkamp, Frankfurt am Main 1997, ISBN 3-518-12005-0.
- Spione. Roman. DuMont, Köln 2000, ISBN 3-7701-5417-7.
- Zur See. (Mit Kaltnadelradierungen von Andreas Zahlaus). Warnke, Berlin 2001
- Erdkunde. Gedichte. DuMont, Köln 2002, ISBN 3-8321-6007-8.
- Nonfiction. Essays. DuMont, Köln 2003, ISBN 3-8321-7835-X.
- Vergeßt mich. Erzählung. DuMont, Köln 2006, ISBN 3-8321-7968-2.
- Aurora. Münchner Reden zur Poesie. Stiftung Lyrik Kabinett, München 2006, ISBN 3-938776-02-1.
- Kaltenburg. Roman. Suhrkamp, Frankfurt am Main 2008, ISBN 978-3-518-41920-5 (Inhaltsangabe)
- Arbeit Nahrung Wohnung. Bühnenmusik für vierzehn Herren. Opernlibretto (Komposition von Enno Poppe)
- IQ. Testbatterie in 8 Akten. Opernlibretto (Komposition von Enno Poppe). UA: 27. April 2012, Schwetzinger SWR Festspiele
- Putins Briefkasten. Erzählungen. Suhrkamp, Berlin 2012, ISBN 978-3-518-46324-6.
- Graphit. Gedichte. Suhrkamp, Berlin 2014, ISBN 978-3-518-42440-7
- XX. Lichtenberg-Poetikvorlesungen (= Göttinger Sudelblätter). Wallstein, Göttingen 2015, ISBN 978-3-8353-1674-4.
- Im Situation Room: der entscheidende Augenblick. Rede an die Abiturienten des Jahrgangs 2015. Conte, Sankt Ingbert 2014, ISBN 978-3-95602-058-2.
- Rede an die Sprache: es kommt ein A (= Aber die Sprache. Band 6). Wege durch das Land, Detmold 2016, ISBN 978-3-946156-01-7.
- Muskatblüt. Zwiesprachen – Eine Reihe des Lyrik Kabinetts München. Das Wunderhorn Verlag, Heidelberg 2016, ISBN 978-3-88423-532-4.
- Das blindgeweinte Jahrhundert. Essay. Suhrkamp, Berlin 2017, ISBN 978-3-518-42578-7.

### Redakcja
- Rudolf Blümner: Der Stuhl, die Ohrfeige und anderes literarisches Kasperletheater. (Vergessene Autoren der Moderne, Heft 35.) Siegen 1988. ISSN 0177-9869
- Ernst Jandl: Gemeinschaftsarbeit. (Współautor z Friederike Mayröcker i Andreas Okopenko). Siegen 1989.
- Rudolf Blümner: Ango laina und andere Texte. (z Karl Riha). München 1993.
- George Grosz: Grosz-Berlin. (z Karl Riha). Hamburg 1993.
- William S. Burroughs. (z Andreas Kramer). Eggingen 1995.
- Jahrbuch der Lyrik 1998/99. Ausreichend lichte Erklärung. (z Christoph Buchwald). München 1998.
- Friederike Mayröcker: Gesammelte Prosa. (z Klaus Reichert und Klaus Kastberger). Frankfurt am Main 2001.
  - Tom 1. 1949–1977.
  - Tom 2. 1978–1986.
  - Tom 3. 1987–1991.
  - Tom 4. 1991–1995.
  - Tom 5. 1996–2001.
- Friederike Mayröcker: Gesammelte Gedichte. Suhrkamp, Frankfurt am Main 2004, ISBN 3-518-41631-6.

### Tłumaczenia
- Gertrude Stein: Spinnwebzeit, bee time vine und andere Gedichte. Wydanie i posłowie Marceal Beyera. Arche, Zürich 1993, ISBN 3-7160-2158-X.
- Michael Hofmann: Feineinstellungen. Wydanie dwujęzykowe. DuMont, Köln 2001, ISBN 3-7701-4758-8.

### Słuchowiska
- Das Hörspiel vom Hörspiel. (Nagroda Karl-Sczuki), SWR 2007.
- Jonathan Trouern-Trend: Birding Babylon. Słuchowisko przygotowane przez: Marcel Beyer, reżyseria Iris Drögekamp, SWR/NDR 2009.
- Flughunde. reżyseria: Iris Drögekamp, SWR, 2012.

### Antologie
- Anja Bayer, Daniela Seel (Hrsg.): all dies hier, Majestät, ist deins – Lyrik im Anthropozän. kookbooks, Berlin 2016, ISBN 978-3-937445-80-9.
- Karl Otto Conrady (Hrsg.): Der Große Conrady. Das Buch deutscher Gedichte. Von den Anfängen bis zur Gegenwart. Düsseldorf 2008.
- Björn Kuhligk, Jan Wagner (Hrsg.): Lyrik von Jetzt. 74 Stimmen. Köln 2003.
- Junge Lyrik. (= Neue Neußer Reihe). Neuß 1983.

### Nowela graficzna
- Ulli Lust: Flughunde. Tekst Marcela Beyera. Suhrkamp Verlag, Berlin 2013, ISBN 978-3-518-46426-7.

## Wyróżnienia
- 1991: Stypendium Rolfa Dietera Brinkmanna
- 1991: Nagroda im. Ernesta Willnera przy Ingeborg-Bachmann-Wettbewerb w Klagenfurt
- 1991: Nagroda promocyjna Landu Nordrhein-Westfalen za literaturę
- 1994: Stypendysta Fundacji Dolnej Saksonii za Flughunde
- 1995: Niemiecka Nagroda Krytyki
- 1996: Berlińska Nagroda Literatury
- 1996: Medal Johannesa Bobrowskiego
- 1997: Nagroda im. Uwe Johnsona
- 1998: Nagroda im. Horsta Bienka za lirykę
- 1999: Saksońska Nagroda Lessinga
- 2000: Jean-Paul-Literaturförderpreis der Stadt Bayreuth
- 2001: Nagroda im. Heinricha Bölla
- 2003: Nagroda im. Friedricha Hölderlina Uniwersytetu oraz Uniwersyteckiego Miasta Tübingen
- 2004: Spycher: Nagroda Literacka Leuk
- 2006: Nagroda im. Ericha Frieda
- 2008: Nagroda im. Josepha Breitbacha
- 2008: Nominacja do Niemieckiej Nagrody Książkowej za Kaltenburg
- 2008: Docentura Liliencrona
- 2010: Stypendium Niemieckiej Akademii Rom Villa Massimo
- 2012/2013: Stadtschreiber von Bergen
- 2013: Docentura Ernesta Jandla Uniwersytetu Wiedeńskiego za poetykę
- 2014: Nagroda Kleista
- 2014: Nagroda im. Oskara Pastiora
- 2014: Docentura poetycka Lichtenberga
- 2015: Nagroda literacka miasta Bremen za Graphit. Gedichte
- 2016: Nagroda literacka miasta Düsseldorf[5]
- 2016: Nagroda im. Georga Büchnera